# Hiéroglyphe égyptien N2
Le sceptre Ouas suspendu au ciel en hiéroglyphes égyptiens, est classifié dans la section N « Ciel, terre, eau » de la liste de Gardiner ; il y est noté N2.

## Représentation
Il représente la voute céleste à laquelle est suspendu un sceptre Ouas (?) brisé (?). Il est translittéré ḫȝwy ou grḥ. 

## Utilisation
C'est un déterminatif du champ lexical de la nuit et de l'obscurité.
| M12 | A | w | y | N2 |

| M12 | A | w | y | N2 |

| g · r | H | N2 |

| g · r | H | N2 |

| g · r | H | N2 |

| g · r | H | N2 |

| N3 |

| N3 |

## Exemples de mots
| w | x | N2 |

| w | x | N2 |

| k · k | w | N2 |

| k · k | w | N2 |

| w | x · t | N2 |

| w | x · t | N2 |